# برايان هيوسون
برايان هيوسون (بالإنجليزية: Brian Hewson) هو عداء المسافات المتوسطة بريطاني، ولد في 4 أبريل 1933 في كرويدون في المملكة المتحدة.

## وصلات خارجية
- برايان هيوسون على موقع الاتحاد الدولي لألعاب القوى (الإنجليزية)
- برايان هيوسون على موقع أوليمبيديا (الإنجليزية)
- برايان هيوسون على موقع اللجنة الأولمبية البريطانية (الإنجليزية)
- برايان هيوسون على موقع اتحاد ألعاب الكومنولث (مؤرشف) (الإنجليزية)